# Claude Théberge
Claude Théberge is een Canadese kunstenaar. Hij werd in 1934 geboren in Edmundston, Canada. Hij overleed in 2008 op 73-jarige leeftijd in een ziekenhuis in Montreal, na een lang ziekbed. Hij gebruikte diverse kunstvormen, en is vooral bekend om zijn inzet om kunst met de omgeving samen te smelten.

## Levensloop
Claude Théberge groeide op in Rivière Blueu, Quebec. In 1954 studeerde hij af aan the School of Fine Arts in Quebec, Daarna verhuisde hij naar Parijs, waar hij tot 1960 verder studeerde aan l'École nationale supérieure des beaux-arts, l'École nationale supérieure des arts décoratifs en l'École du musée du Louvre. Na zijn terugkeer in Canada als abstract schilder ontwikkelde hij zich verder in het integreren van architectuur en schilderen, en in andere kunstvormen als sculpturen en glas-in-lood. Hij woonde in Montreal en Parijs, waar hij in gewerkt heeft als grafisch ontwerper voor Unesco. Zijn werk is tentoongesteld geweest in Parijs, Chicago, Detroit, Moskou, Sint-Petersburg, Kopenhagen, Santillana, New York, Quebec, Montreal en Toronto. Tegen het eind van zijn leven kreeg Claude Théberge problemen met zijn longen, waaraan hij uiteindelijk is overleden.

## Werken

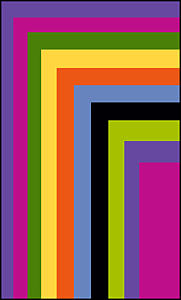
gevarieerd kleurgebruik

Zijn werken, zowel zijn schilderijen als sculpturen en glas in lood worden betiteld als zowel abstracte kunst, surrealisme en figuratieve kunst. Enkele van zijn werken zijn op publieke plaatsen te vinden. Zo zijn er in Montreal sculpturen bij het Vanier metrostation te vinden, glas-in-loodramen in de Saint-Jean-Baptiste de la Salle kerk en een fontein in Viger Park. Claude Théberge geloofde dat kunst uit de musea en in het straatbeeld gebracht moest worden. Daartoe initieerde hij diverse projecten die als doel hadden om kunst te integreren in een stedelijke omgeving. In de tachtiger jaren domineerde zijn schilderijen zijn werk. Hij gebruikte voornamelijk acrylverf op canvas.

## Thema's
De thema's die Claude Théberge gebruikt in zijn schilderijen zijn paraplu's, regendruppels, sjaals, luchtballonnen, watervogels, de zee, bloemen, geliefden, erotiek en steden. Hij gebruikt veel kleuren in zijn schilderijen.

## Lijst van schilderijen
Enkele schilderijen zijn:
- Étreinte, Embrace
- Le Chat noir, The black Cat
- Les Naufragés, The Shipwrecks
- La Fill du Ciel, The Girl from the Sky
- Vent d'Été, Summerwind
- La Course, The Race
- Supplique, The Petition
- Les Surveillants, The Observers
- L'Appel de la Lumière, The Call of the light
- Lune de Miel, Honeymoon
- Sérénité, Serenity
- Les Pèrles, The Pearls
- La Vague, The Wave
- Le Poisson Rouge, The Goldfish
- L'Air du LAage, Sea Breeze
- Un beau Dimache, Beautiful Sunday
- Le Soleil caché, Hidden Sun

## Palmares
Gedurende zijn leven heeft Claude Théberge diverse prijzen gewonnen:
- eerste prijs van de Verenigde Naties voor the International Poster Contest on World Peace in 1954
- een Scholarship of the Canadian Art in 1966
- de Arletty Prize in 1990
- de Gold Medal van de City of Clichy als eregast van un 62ste lente show